# Drover Heide

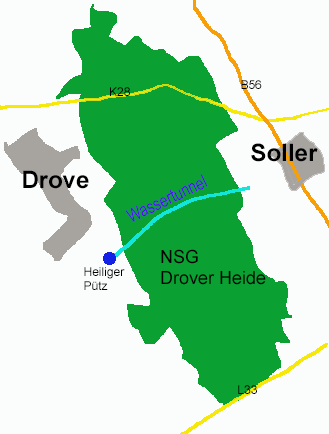
Lageplan

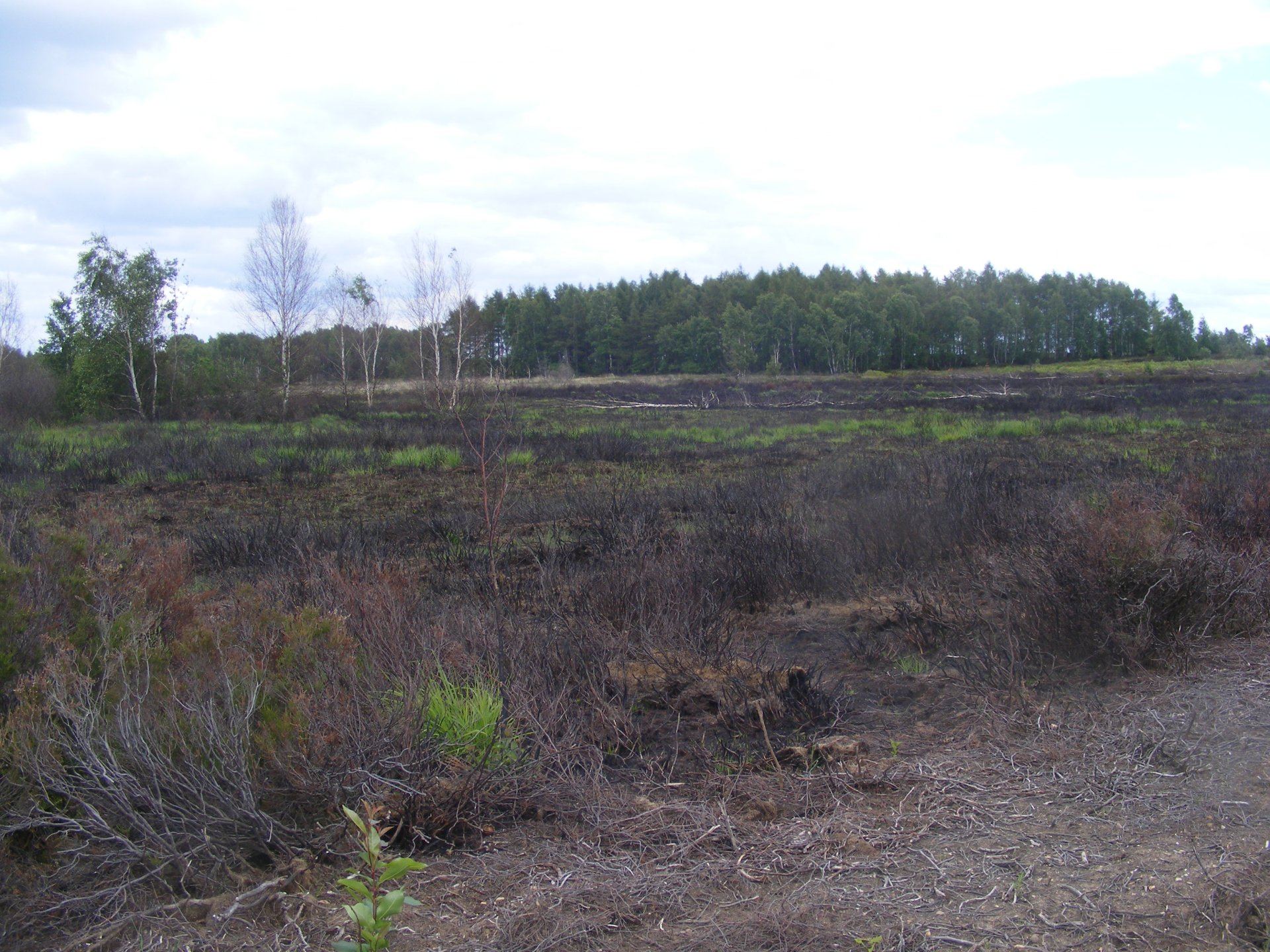
Um die Heide niederzuhalten wird diese kontrolliert abgebrannt

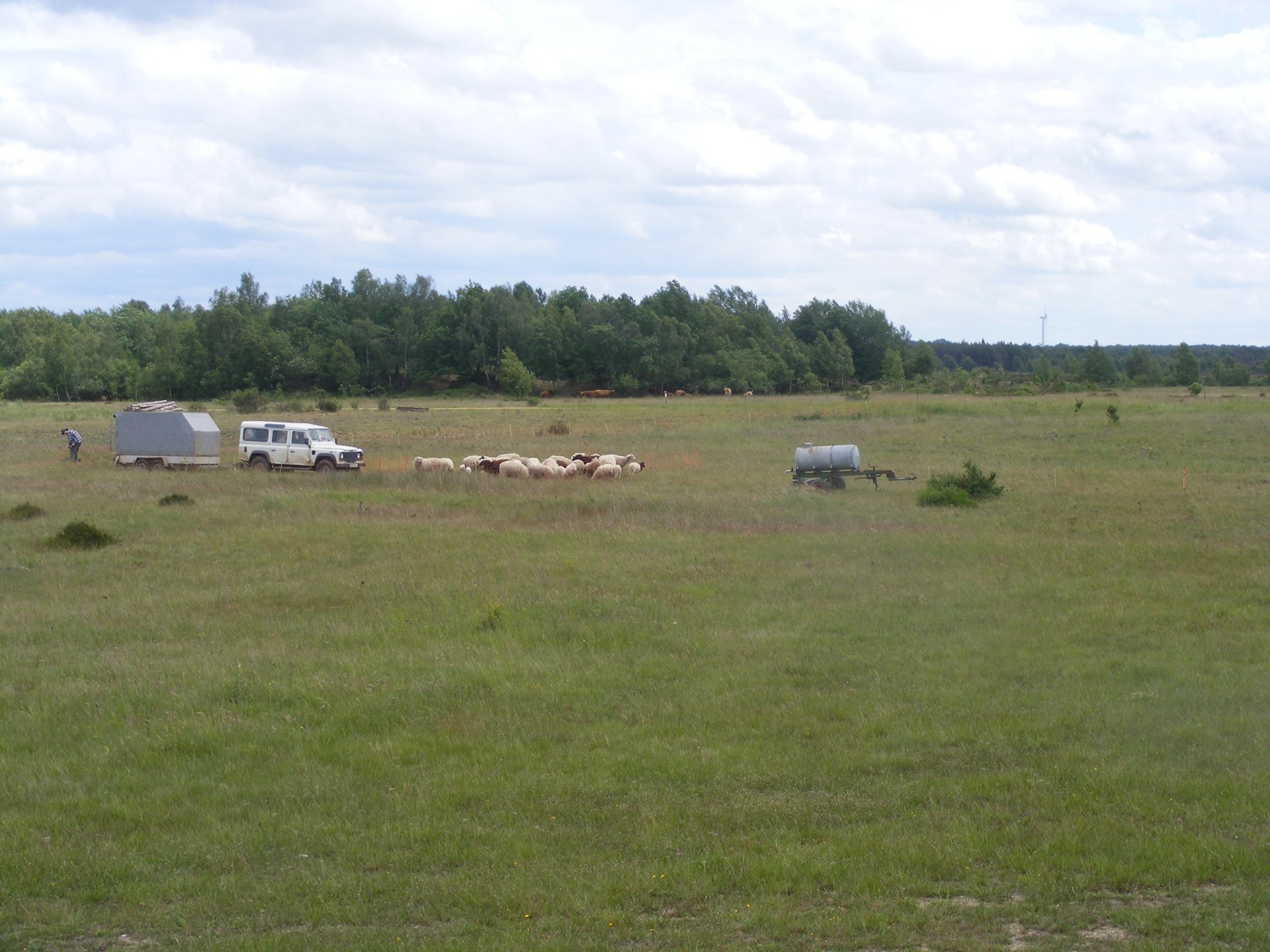
Schafe und Rinder verhindern das Aufkommen von Bäumen

Die Drover Heide ist ein etwa 600 Hektar (ha) großes Naturschutzgebiet im Kreis Düren in Nordrhein-Westfalen. Es liegt in den Gemeinden Kreuzau und Vettweiß. Seit April 2016 ist die NRW-Stiftung Eigentümer von 636,86 ha aus früheren Bundesbesitz.

## Bodenverhältnisse
Das Gelände ist eine leicht schräg gestellte Scholle im System von Rurscholle und -Graben. Die westlichen Teile liegen am höchsten. Dort ist die Lößauflage am dünnsten und dazu in den kleinen Mulden mit Staunässe zusammengeschwemmt. Das Land ist wenig für Ackerbau geeignet, sondern diente als Waldweide und Allmende oder später als Truppenübungsplatz.

## Truppenübungsplatz
Die Drover Heide diente ab 1914 als Exerzierplatz für die Garnison in Düren, beziehungsweise für deren Rekrutenausbildung im Ersten Weltkrieg. Sie wurde 1951 als Truppenübungsplatz beschlagnahmt und von den früher in Düren stationierten belgischen Streitkräften genutzt und von deutschen Streitkräften aus den Standorten der Umgebung mitgenutzt. Das Gelände wurde nach dem Abzug der belgischen Streitkräfte Ende 2004 für die Öffentlichkeit freigegeben und kann nun auf markierten Wegen begangen werden. Insgesamt wurde das Gebiet etwa 100 Jahre militärisch genutzt. Das Gebiet ist wegen Bombardierungen und Beschuss am Ende des Zweiten Weltkriegs und zeitweiser Nutzung als Truppenübungsplatz munitionsbelastet und deshalb darf das Schutzgebiet nicht außerhalb von Wegen begangen werden.

## Nike-Hercules Feuerstellung
Eine ehemals militärische Anlage der belgischen Streitkräfte aus dem Jahr 1962 für die Flugabwehrrakete Nike Ajax war auf der Drover Heide. 1966 kamen zusätzlich Bauten für die Nike-Hercules-Raketen dazu. Betrieben wurde die Station bis 1974.
2019 wurden ein Wachturm, Gebäude, große betonierte Flächen und Wege abgerissen bzw. entfernt. Drei Raketenbunker verblieben auf dem Gelände und sollen von Fledermäusen genutzt werden.[5]

## Beschreibung
Etwa 120 ha der Gesamtfläche entfallen auf die eigentlichen Heideflächen, 290 ha auf Waldflächen, 150 ha sind eingezäunt und werden von Rindern und Ziegen beweidet, damit die Heide kurz gehalten wird (Entkusselung). Neben schottischen Hochlandrindern sind Ziegen, wie die Thüringer Waldziege, besonders geeignet, die Birken, Heidekräuter und Wacholder kurz zu halten.
Das Gebiet ist Lebensraum seltener Pflanzen- und Tierarten. Deshalb ist es anerkanntes FFH-Gebiet und somit in das Netzwerk der europäischen Fauna-Flora-Habitat-Richtlinie (FFH) aufgenommen. Hier wurden 460 Farn- und Blütenpflanzen nachgewiesen. 21 Libellenarten leben um die etwa 700 kleinen Feuchtbiotope, die sich durch die militärischen Übungen, wie Panzerfahrten oder Schanzarbeiten gebildet hatten. An Gliederfüßern sind 17 verschiedene Heuschreckenarten und 38 Tagfalterarten bekannt. Als zwei weitere Vertreter bedrohter (FFH) Arten sind die Krebse Branchipus schaefferi und Triops cancriformis zu nennen, die in Deutschland fast ausschließlich in den temporären Pfützen auf (ehemaligen) Truppenübungsplätzen zu finden sind.
Die Drover Heide ist auch als EU-Vogelschutzgebiet „Drover Heide“ nach der europäischen Vogelschutzrichtlinie ausgewiesen. Bisher konnten mehr als 130 Vogelarten beobachtet werden, davon 12 gefährdete einheimische Vogel- und 25 gefährdete Gastvogelarten. Von ihnen sind Ziegenmelker, Heidelerche und Neuntöter durch die EU-Vogelschutzrichtlinie besonders geschützt.
An der Ostseite der Drover Heide, am Pferdskopf, entspringt der Ellebach, der nach 33,6 km bei Jülich in die Rur mündet. Auf der Westseite bei Thum entspringt der Drover Bach, der nach kurzem Lauf bei Kreuzau in die Rur mündet; dennoch hatte er genug Kraft, vor Kreuzau eine Mühle zu betreiben.
Eine archäologische Besonderheit ist der in der Römerzeit angelegte Drover-Berg-Tunnel, der Wasser aus einer Quelle im Westen durch die östlich folgende geologische Scholle der Drover Heide leitete.

## Naturschutz/Pflegemaßnahmen

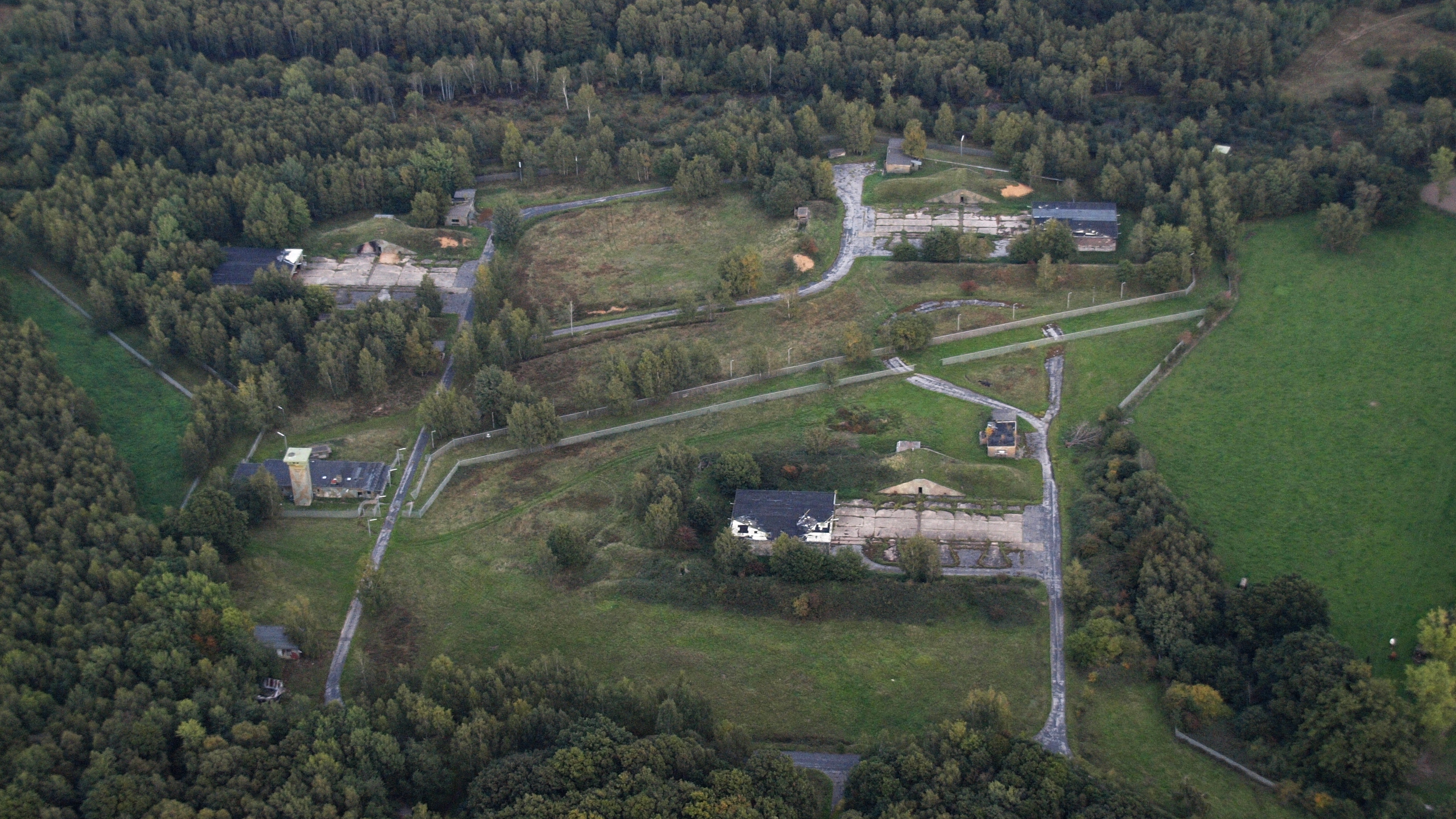
Raketenstation Thum vor Abrissarbeiten

Die Drover Heide gehört zur Natura 2000 mit der Gebietsnummer DE-5205-301. Seit 2020 gehört die Drover Heide zum Naturpark Hohes Venn-Eifel.
Die genannten Bedingungen machen die Heide zum Rückzugsgebiet gefährdeter Tier- und Pflanzenarten. Viele Arten der Roten Liste existieren hier. Um die Heide zu schützen und ihre Weiterentwicklung zum Gehölz zu verhindern, müssen die Flächen regelmäßig gepflegt werden. Zu den Biotoppflegemaßnahmen zählen extensive Beweidung (Beweidung durch Schafe) und Entbuschungsmaßnahmen (Entkusselung).
Zusätzlich zu den üblichen Entbuschungmaßnahmen wird in der Drover Heide aber auch eine Biotoppflege durch Feuer durchgeführt. Diese durch das MPI Freiburg wissenschaftlich begleiteten Maßnahmen zeigen in der Praxis gute Erfolge und imitieren die natürlichen Brände nach zum Beispiel Blitzeinschlägen.
Drei Raketenbunker der ehemaligen Raketenstellung sollen von Fledermäusen genutzt werden.